# Radvorleger
Als Radvorleger bezeichnet man Rangiermittel bei der Eisenbahn, mit dem abgestellte Schienenfahrzeuge, z. B. zum Be- oder Entladen bereitgestellte Güterwagen, festgelegt, also gegen unbeabsichtigtes Entlaufen gesichert werden können.
Allgemein gebräuchlich sind heute Radvorleger mit Auflaufzungen, ähnlich einem Hemmschuh, oder Keilen, die neben einem Rad des Fahrzeuges an einer der beiden Schienen festgeschraubt und abgeschlossen werden können und so das unbeabsichtigte Bewegen von Fahrzeugen verhindern. Es werden sowohl einseitig als auch doppelseitig wirkende Radvorleger benutzt. Statt eines Radvorlegers dürfen auch zwei Hemmschuhe, die beidseitig des Rades aufgelegt werden, oder Feststellbremsen zum Sichern von Fahrzeugen verwendet werden.
Auch im Flugverkehr werden die Keile, die bei Flugzeugen beim Abstellen auf den Plätzen des Flugplatzes eingesetzt werden, als Radvorleger bezeichnet.

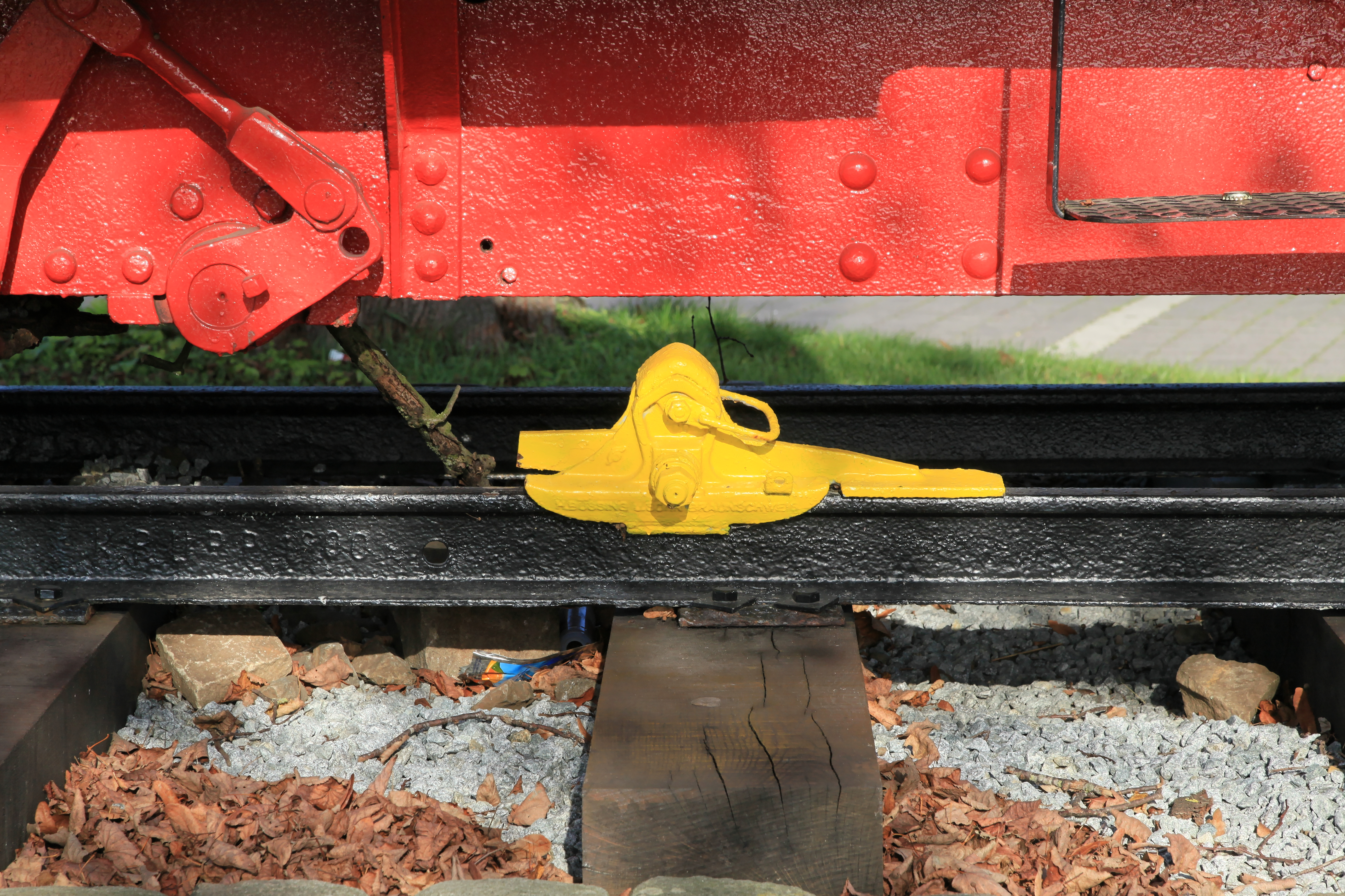
Einseitiger Radvorleger
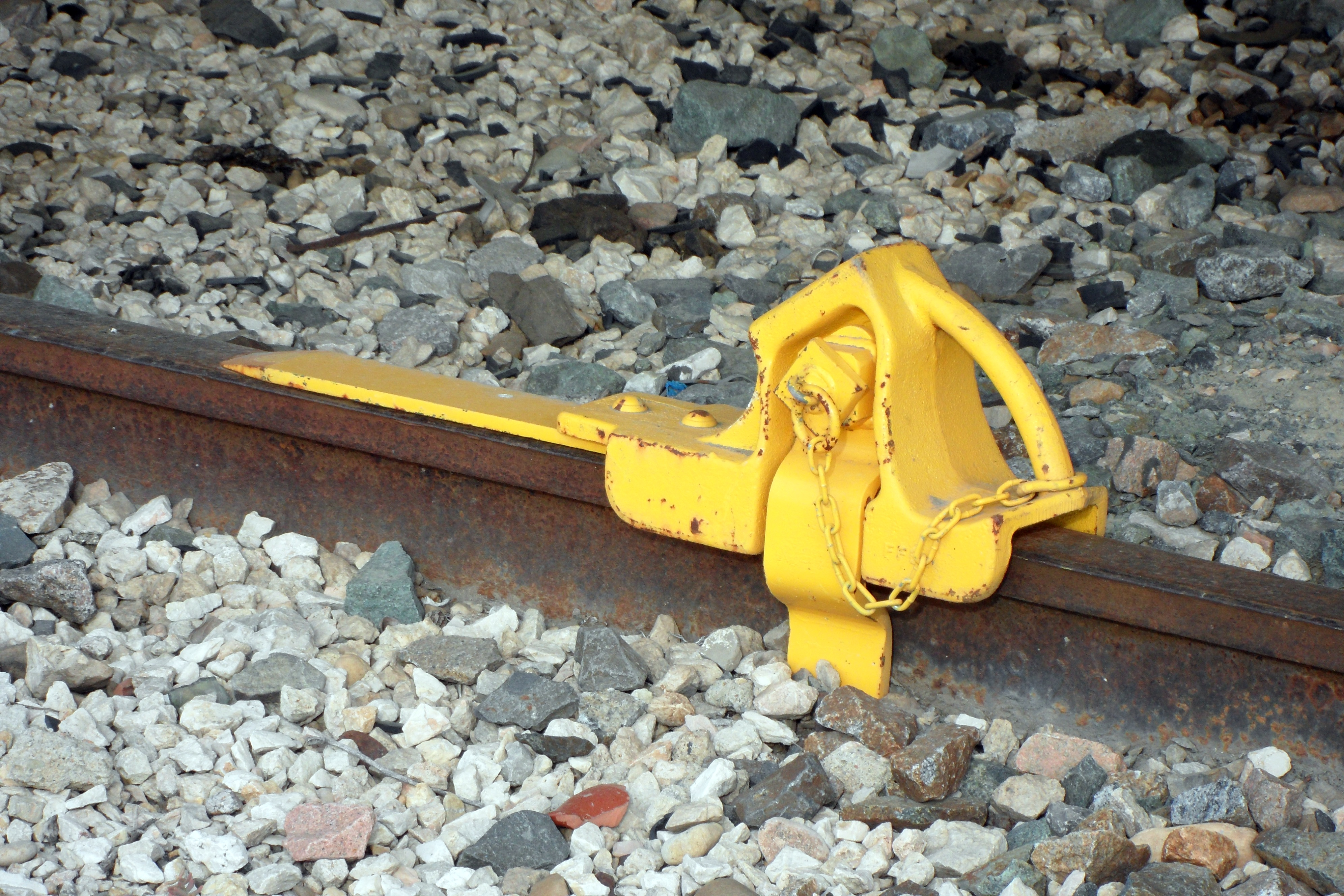
Einseitiger Radvorleger auf Basis eines Hemmschuhs
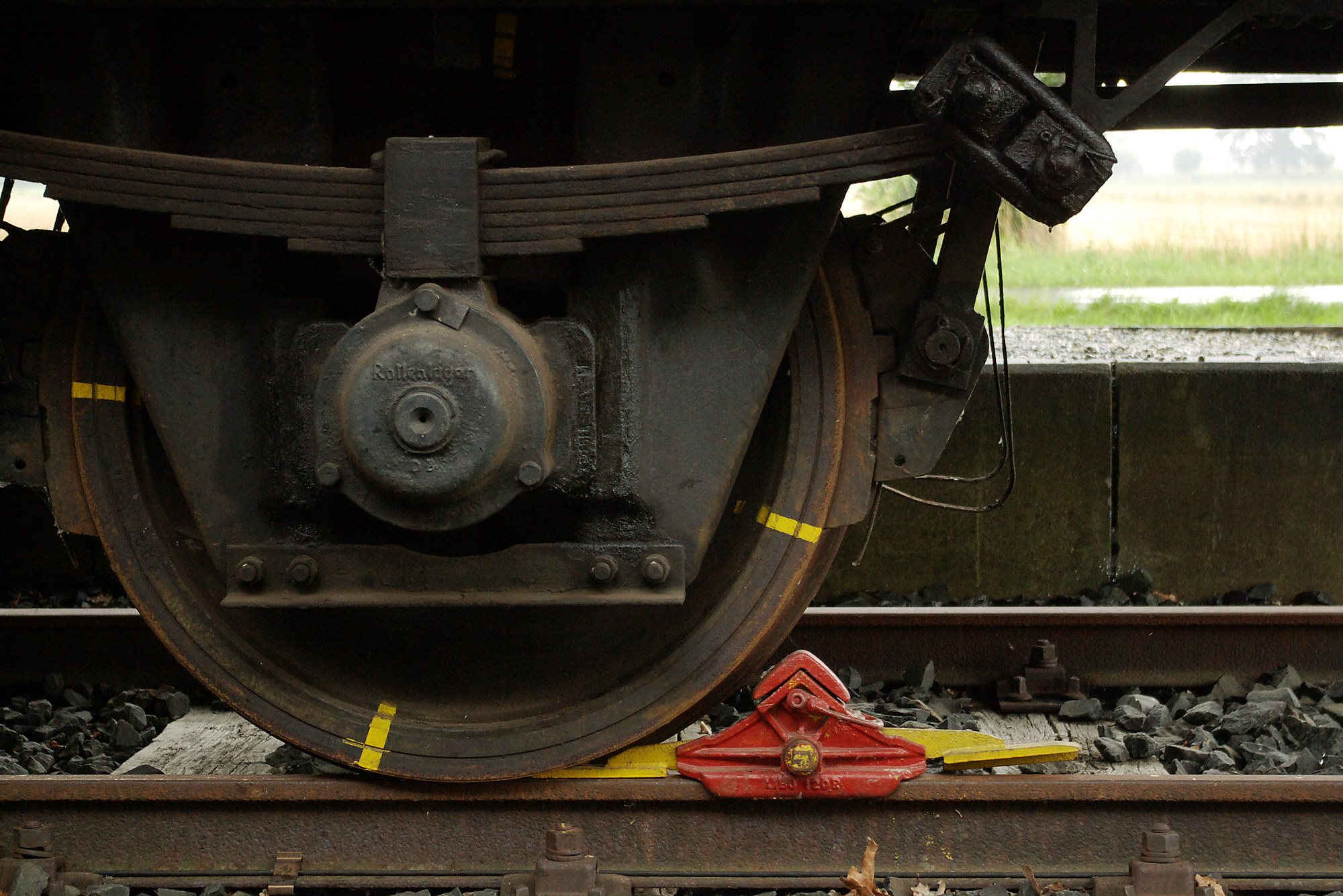
Doppelseitiger Radvorleger
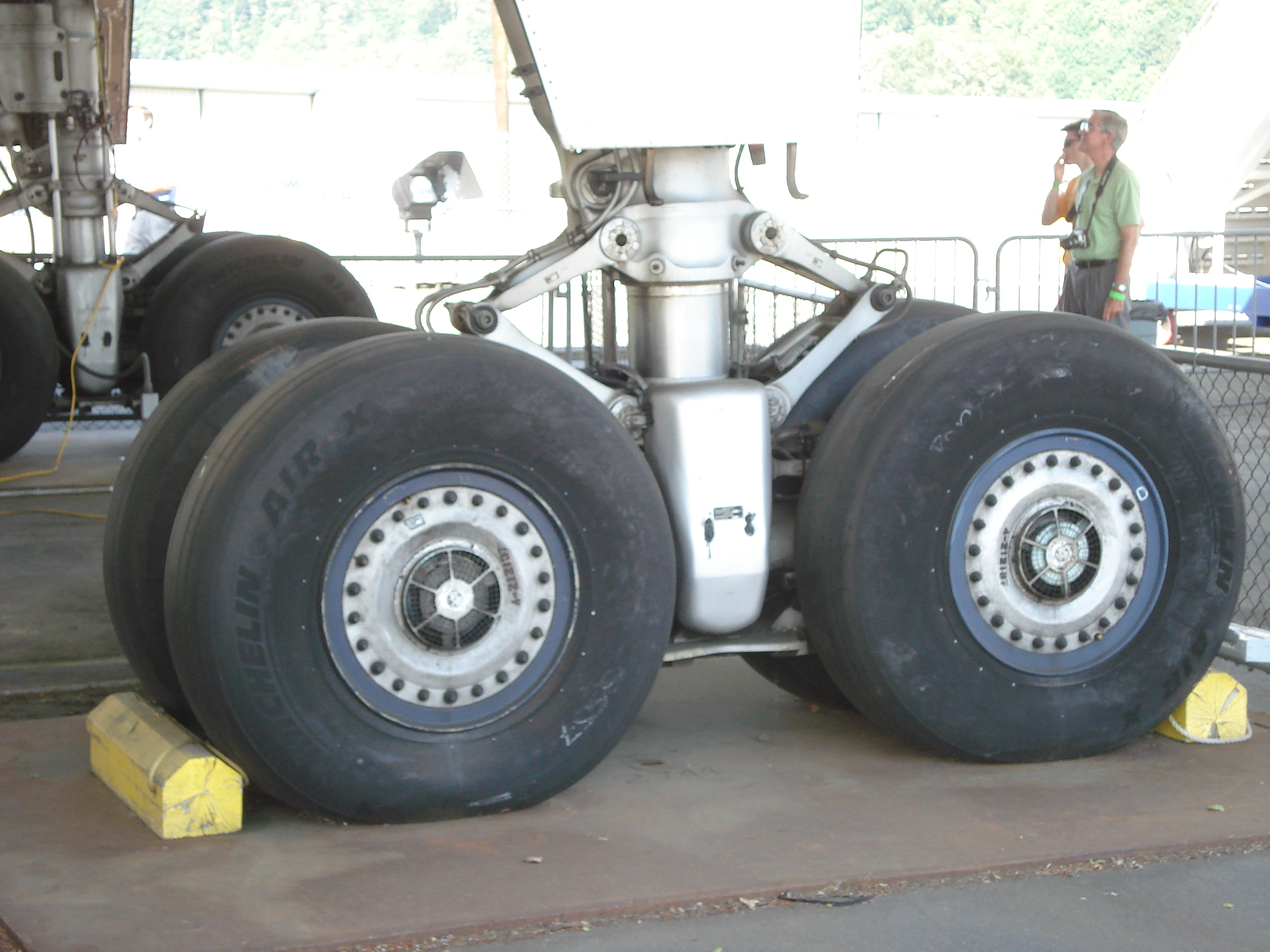
Radvorleger oder oft englisch Wheel chocks einer Concorde

## Ähnliche Geräte
Radvorleger bei Straßenfahrzeugen werden als Unterlegkeile bezeichnet.